# Bujoru
Bujoru è un comune della Romania di 1 767 abitanti, ubicato nel distretto di Teleorman, nella regione storica della Muntenia.